# AAA/NOAH TripleSEM
TripleSEM fue un evento de lucha libre profesional producido en conjunto por la empresa mexicana Asistencia Asesoría y Administración (AAA) y la empresa japonesa Pro Wrestling Noah (NOAH), que tuvo lugar el 3 de septiembre de 2007 desde el Differ Ariake Arena en Tokio, Japón.
En el evento principal, los Hell Brothers (Charly Manson, Chessman & Cibernético) (representando a AAA) lucharon por no competir contra Mushiking Terry, Naomichi Marufuji y Ricky Marvin (representando SEM/NOAH).

## Antecedentes
En las semanas previas al evento, AAA envió a cuatro luchadores, Laredo Kid, El Oriental, Histeria y Antifaz a competir en la gira NOAH 2007 "Shiny Navigation" que se realizó en diez eventos desde el 19 de agosto de 2007 hasta el 2 de septiembre de 2007. Los luchadores de AAA viajaron a Japón específicamente para el evento TripleSEM. Los siguientes son los resultados de los luchadores AAA en la gira "Shiny Navigation".

## Resultados
En paréntesis se indica el tiempo de cada combate:
- Mascarita Divina y Octagoncito derrotaron a Mini Abismo Negro y Mini Histeria (9:25).
  - Octagoncito cubrió a Negro después de una «Plancha de tornillo».
- El Oriental, Chikayo Nagashima y Pimpinela Escarlata derrotaron a Cassandro, Faby Apache y Takashi Sugiura (13:09).
  - Escarlata cubrió a Cassandro después de un «Reinera».
- Real Fuerza Aérea (Laredo Kid & Super Fly) derrotaron a Atsushi Aoki y Ippei Ota (8:15).
  - Fly cubrió a Ota después de un «Super Powerbomb».
- Los Mexican Powers (Juventud Guerrera, Joe Líder & Crazy Boy) derrotaron a Los Vipers (Antifaz, Fuerza Guerrera & Histeria) y El Elegido, Kenta y Taiji Ishimori (13:23).
  - Líder cubrió a Antifaz después de una «Guillotina».
- Hell Brothers (Charly Manson, Chessman & Cibernético) y Mushiking Terry, Naomichi Marufuji and Ricky Marvin terminaron sin resultado (16:12).
  - La lucha terminó sin resultado después de que Histeria y Antifaz atacaran a ambos equipos.